# Францішек Угорчак
Францішек Уго́рчак (пол. Franciszek Uhorczak; 27 лютого 1902, с. Горішня Вигнанка, нині Чортківського району Тернопільської області — 1981, м. Люблін, Польща) — польський вчений у галузі географії і картографії. Доктор філософії (1932), професор.

## Життєпис
Вивчав хімію та географію у Львівському університеті, водночас працював тут на кафедрі географії та в об'єднаних картографічних і видавничих установах «Книгарня-Атлас».
Від 1944 — старший науковий співробітник Львівської філії Академії архітектури СРСР.
1946 переїхав до міста Краків (Польща), де викладав на географічному факультеті Ягеллонського університету.
Від 1949 — в Любліні, де в університеті ім. М. Кюрі-Склодовської: професор і керівник кафедри економічної географії, від 1964 — оргіназітор і керівник кафедри картографії Інституту наук про землю при цьому ВНЗ.
Головний редактор «Польського картографічного огляду».

## Праці
Автор наукових праць, зокрема регіональних атласів та географічно-господарських монографій.
Серед праць:
- Geografię fizyczną w liczbach (співавтор. з Й. Сташевським, 1959, 2-ге видання 1966)